# Zierlicher Frauenmantel
Der Zierliche Frauenmantel (Alchemilla micans) ist eine Pflanzenart aus der Gattung Frauenmantel (Alchemilla) innerhalb der Familie der Rosengewächse (Rosaceae). Sie ist in Eurasien verbreitet.

## Beschreibung
Der Zierliche Frauenmantel ist eine ausdauernde Pflanze, die Wuchshöhen von 5 bis 14 Zentimeter erreicht. Die vegetativen Pflanzenteile sind behaart (Indument). Die Grundblätter sind bis 15 Zentimeter breit, nierenförmig bis rundlich, 7- oder 9-, selten 11-lappig, meist beiderseits dicht behaart, unterseits sind zumindest die Nerven dicht behaart, die Blattlappen sind dreieckig bis eiförmig, sie haben eine gestutzte Spitze und gleichen den spitzen Zähnen; die untersten Stängelblätter sind sehr lang gestielt. Der Stängel ist schon im untersten Drittel verzweigt.
Der Teilblütenstand ist locker und fast immer wickelig. Die Blütenstiele und die Blüten sind in der Regel kahl. Der Kelchbecher ist 1- bis 1,7-mal so lang wie breit, der Diskuswulst ist so breit wie die Öffnung oder breiter, die Kelchblätter sind allmählich in den Stiel verschmälert.
Die Chromosomenzahl beträgt 2n = 93 oder 104–110.

## Vorkommen
Das Verbreitungsgebiet des Zierlichen Frauenmantels liegt in den gemäßigten Zonen von Mittel- und Osteuropa von Frankreich im Westen bis nach Westsibirien im Osten, nach Norden erstreckt es sich bis ins südliche Skandinavien, im Süden findet man es noch in Italien und Griechenland; im Einzelnen ist das Verbreitungsgebiet des Zierlichen Frauenmantels aber nicht exakt bekannt.
Der Zierliche Frauenmantel besiedelt feuchte bis mäßig trockene  Wiesen,  Weiden, Ruderalstellen (wie Weg- und Straßenränder), Flachmoore und Moorgräben.

## Systematik
Die Erstbeschreibung von Alchemilla micans erfolgte durch Robert Buser. Alchemilla micans wurde in die Sektion Alchemilla aus der Gattung Alchemilla gestellt.